# Stig Sæterbakken
Stig Sæterbakken (Lillehammer, 4 de enero de 1966-Lillehammer, 24 de enero de 2012) fue un novelista, poeta, ensayista y dramaturgo noruego.

## Biografía
Publicó su primer libro a la edad de 18 años, una colección de poemas titulada Flytende paraplyer, mientras estudiaba en el instituto Lillehammer Gymnas de Lillehammer. En 1991, Sæterbakken publicó su primera novela, Incubus, seguida de Det nye testamentet en 1993. Estetisk salighet, de 1994, agruparía su trabajo de cinco años como ensayista.  
Sæterbakken volvió a la prosa en 1997 con la novela Siamesisk, que marcaría un nuevo punto de partida en su estilo. El año siguiente vio la aparición de Selvbeherskelse y, en 1999, fue publicada Sauermugg. Estos tres libros, conocidos comúnmente como la "Trilogía S", fueron publicados en una edición conjunta el año 2000. 
En febrero de 2001 apareció la segunda colección de ensayos de Stig Sæterbakken, Det onde øye. Al igual que Estetisk salighet, este libro representa la síntesis y la conclusión de una etapa en su escritura. En muchos sentidos, estos ensayos arrojan luz acerca de la propia prosa de Sæterbakken en los últimos años, en particular de la trabajada en la Trilogía S.
Siamesisk apareció en Suecia de la mano de Vertigo, que publicaría además una traducción de Sauermugg en abril del 2007. Esta edición, sin embargo, era diferente de la originalmente publicada en Noruega. Incluía algunos monólogos inéditos de Sauermugg, junto con material descartado en la primera escritura del libro, esto es, un total de unas 50 páginas de material inédito. La edición extendida fue titulada Sauermugg Redux. Siamesisk, por su parte, ha sido traducida al danés, al checo y al inglés.
Los últimos libros de Sæterbakken fueron las novelas Besøket, Usynlige hender e Ikke forlat meg. En 2006 fue galardonado con el premio Osloprisen por Besøket. Usynlige hender fue nominada para el premio P2-lytternes romanpris y el Ungdomskritikerprisen en 2007. El mismo año recibió el Kritikerprisen y el Bokklubbenes Oversetterpris por su traducción de Eldreomsorgen i Øvre Kågedalen, del escritor sueco Nikanor Teratologen.
Sæterbakken fue el director artístico del Festival Noruego de Literatura desde 2006 hasta octubre de 2008, cuando renunció al cargo debido a la controversia que causó al invitar al escritor David Irving a la edición del año 2009 (ver más abajo).
Los trabajos de Sæterbakken han sido publicados y traducidos en varios países, entre los que se encuentran Rusia y Estados Unidos. En abril de 2009, Flamme Forlag publicó el ensayo Yes. No. Yes (Ja. Nei. Ja), escrito por Sæterbakken, en su colección de book-singles.
Sæterbakken murió el 24 de enero de 2012, a la edad de 46 años.

## La polémica de David Irving en 2008
En octubre de 2008, Sæterbakken, no sin indignación, dimitió de su cargo como director de contenidos del Festival Noruego de Literatura, cuya próxima edición había de celebrarse el 2009 en Lillehammer. Esto fue a consecuencia de la decisión de la plana organizadora del festival de negar la invitación a David Irving, autor polémico por su negacionismo del holocausto, para participar en el festival. Sæterbakken había sido el promotor de la invitación. Una tormenta mediática sacudió Noruega a causa de la posible aparición de Irving, y varios escritores consolidados denunciaron la iniciativa y llamaron al boicot del festival. Incluso la Organización Noruega Fritt Ord de libertad de expresión pidió que su logo desapareciera del festival. Sæterbakken tildó a sus colegas de profesión de “malditos cobardes”, afirmando que solo se dedicaban a cerrar filas entre ellos.